# Клішув (Підкарпатське воєводство)
Клішув (пол. Kliszów) — село в Польщі, у гміні Ґавлушовиці Мелецького повіту Підкарпатського воєводства.
Населення — 620 осіб (2011).
У 1975-1998 роках село належало до Ряшівського воєводства.

## Демографія
Демографічна структура станом на 31 березня 2011 року:
|          | Загалом | Допрацездатний вік | Працездатний вік | Постпрацездатний вік |
| -------- | ------- | ------------------ | ---------------- | -------------------- |
| Чоловіки | 306     | 65                 | 198              | 43                   |
| Жінки    | 314     | 65                 | 166              | 83                   |
| Разом    | 620     | 130                | 364              | 126                  |